# Baldwinsville
Baldwinsville es una villa ubicada en el condado de Onondaga en el estado estadounidense de Nueva York. En el año 2000 tenía una población de 7,053 habitantes y una densidad poblacional de 885 personas por km².

## Geografía
Baldwinsville se encuentra ubicada en las coordenadas 43°9′36″N 76°20′5″O / 43.16000, -76.33472.

## Demografía
Según la Oficina del Censo en 2000 los ingresos medios por hogar en la localidad eran de $41,143, y los ingresos medios por familia eran $51,549. Los hombres tenían unos ingresos medios de $37,259 frente a los $25,740 para las mujeres. La renta per cápita para la localidad era de $19,817. Alrededor del 8.2% de la población estaban por debajo del umbral de pobreza.